# Neklan

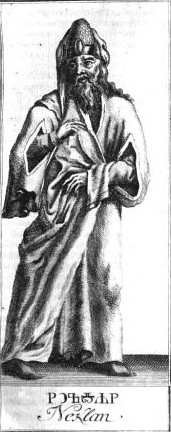
Neklan

Neklan fue un príncipe legendario de Bohemia del siglo IX, antecesores de la dinastía de los Přemyslidas. Neklan tenía la reputación de ser muy pacífico y de que nunca luchaba contra sus enemigos. Según el cronista Cosmas de Praga era el padre de Hostivít. 
Es uno de los protagonistas de la guerra contra los lucanos, otra tribu eslava que vivía a lo largo del río Ohře. Esta guerra legendaria fue narrada por Cosmas de Praga, cuyo relato está fuertemente inspirado por los relatos de Homero.
Vlatislav, el líder de los lucanos, puso cerco a Levy Hradec, el castillo de Neklan, quien quería hacer las paces con Vlatislav y no provocar una guerra en su país. Sin embargo, su amigo y consejero de origen vikingo, Tyr, convenció a Neklan para que le dejara su armadura y su caballo para entablar él combate con Vlatislav en su lugar. Este episodio recuerda al de la Ilíada en el que Patroclo se hace pasar por Aquiles. Tanto Tyr como Vlatislav perecieron durante la batalla, pero la victoria fue para los bohemios, quienes invadieron el país de los lucanos.
Tras este episodio Neklan gobernó Bohemia de forma acertada durante un largo periodo, siendo sucedido por su hijo Hostivít.